# Nidularium linehamii
Nidularium linehamii là một loài thực vật có hoa trong họ Bromeliaceae. Loài này được Leme mô tả khoa học đầu tiên năm 1993.